# Pisoniella
Pisoniella é um género botânico pertencente à família Nyctaginaceae.
1. ↑  «Pisoniella — World Flora Online». www.worldfloraonline.org. Consultado em 19 de agosto de 2020